# Tadeusz Świcarz

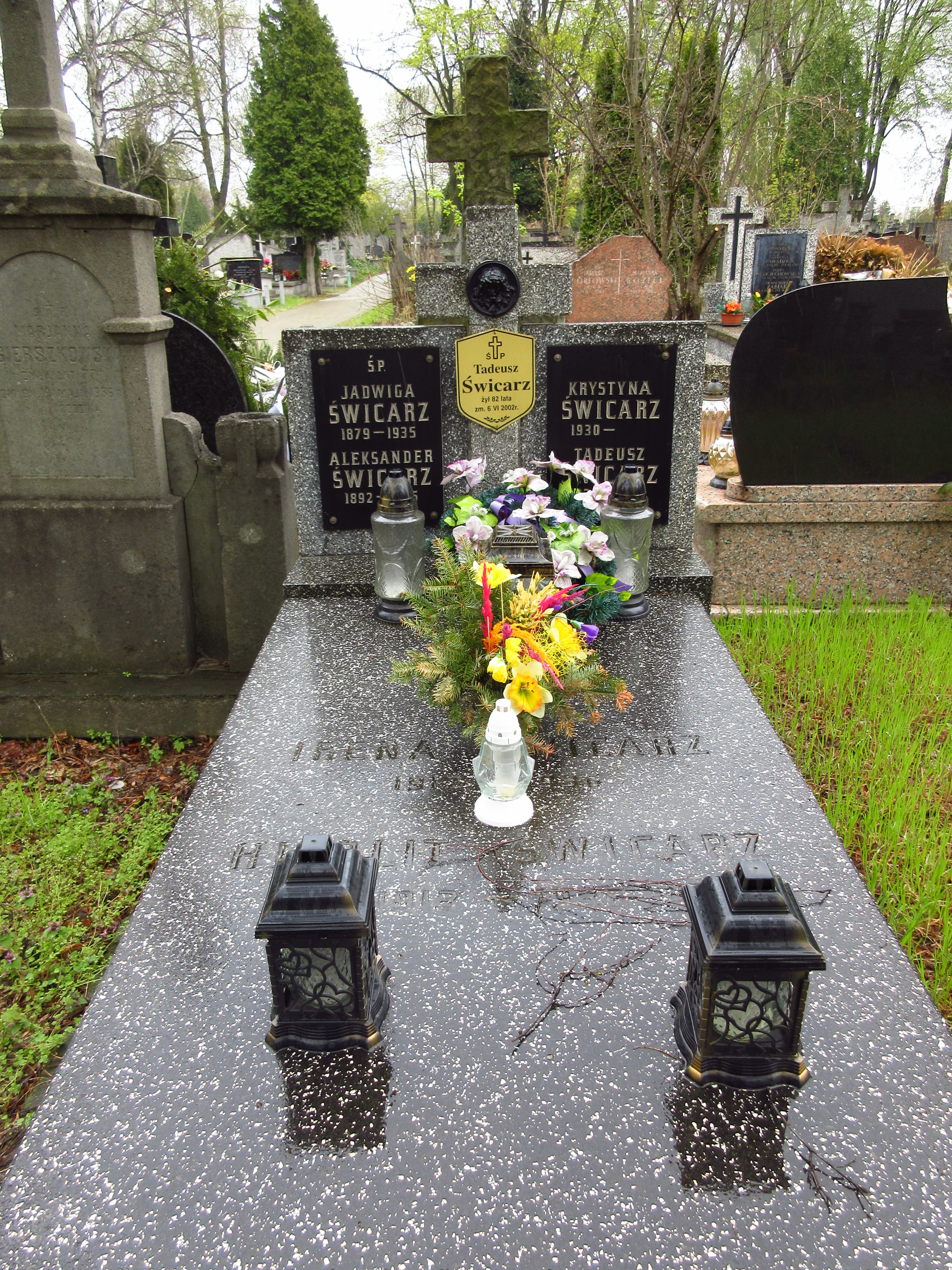
Grób Tadeusza Świcarza na cmentarzu Bródnowskim

Tadeusz Józef Świcarz (ur. 5 czerwca 1920 w Warszawie, zm. 6 czerwca 2002 tamże) – polski piłkarz (napastnik) oraz hokeista. Reprezentant Polski w obu dyscyplinach.
Przez większość kariery był związany z klubami warszawskimi. Przed II wojną światową był zawodnikiem Skry i Ursusa. Brał udział w powstaniu warszawskim. Po wojnie został piłkarzem Polonii i w 1946 wywalczył tytuł mistrza Polski. Grał także w Legii (1950–1951 i 1953), Śląsku Wrocław (1951 – wypożyczenie z Legii) oraz Lotniku Warszawa (1951–1952, którego także był trenerem). W reprezentacji debiutował 11 czerwca 1947 w meczu – pierwszym powojennym Polaków – z Norwegią, ostatni raz zagrał w 1949. Łącznie w biało-czerwonych barwach rozegrał 5 oficjalnych spotkań.
Jako hokeista trzykrotnie zdobywał tytuł mistrza kraju (z Legią). Grał w reprezentacji. Brał z nią udział w igrzyskach w Oslo.
Znany był pod pseudonimem Kostek. W niektórych publikacjach błędnie występuje pod imieniem Konstanty. Został pochowany w grobie rodzinnym na cmentarzu Bródnowskim (kwatera 49I-4-2).